# Sebastian Carlone der Ältere

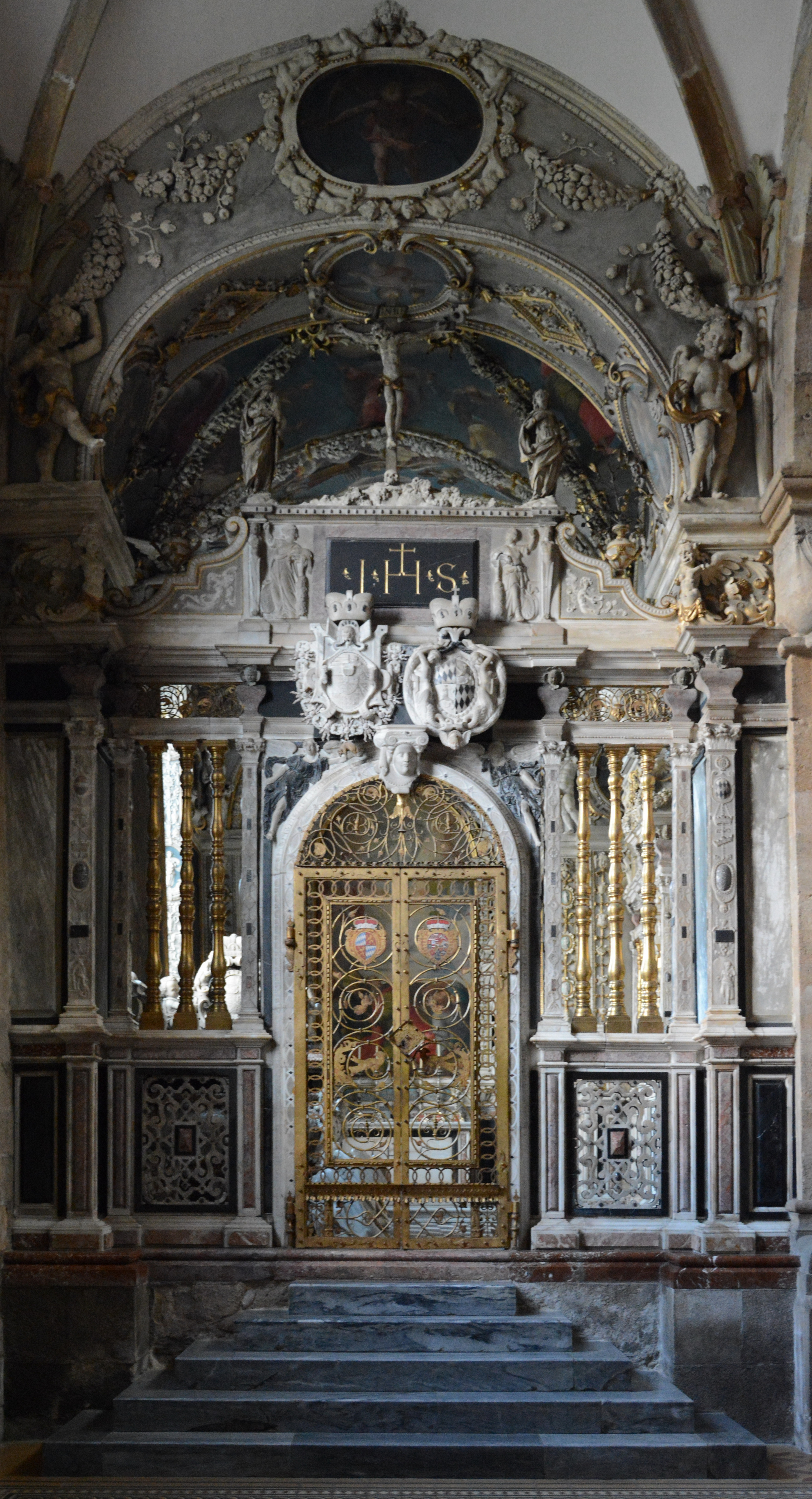
Basilika Seckau, Habsburger Mausoleum, Eingangsbereich

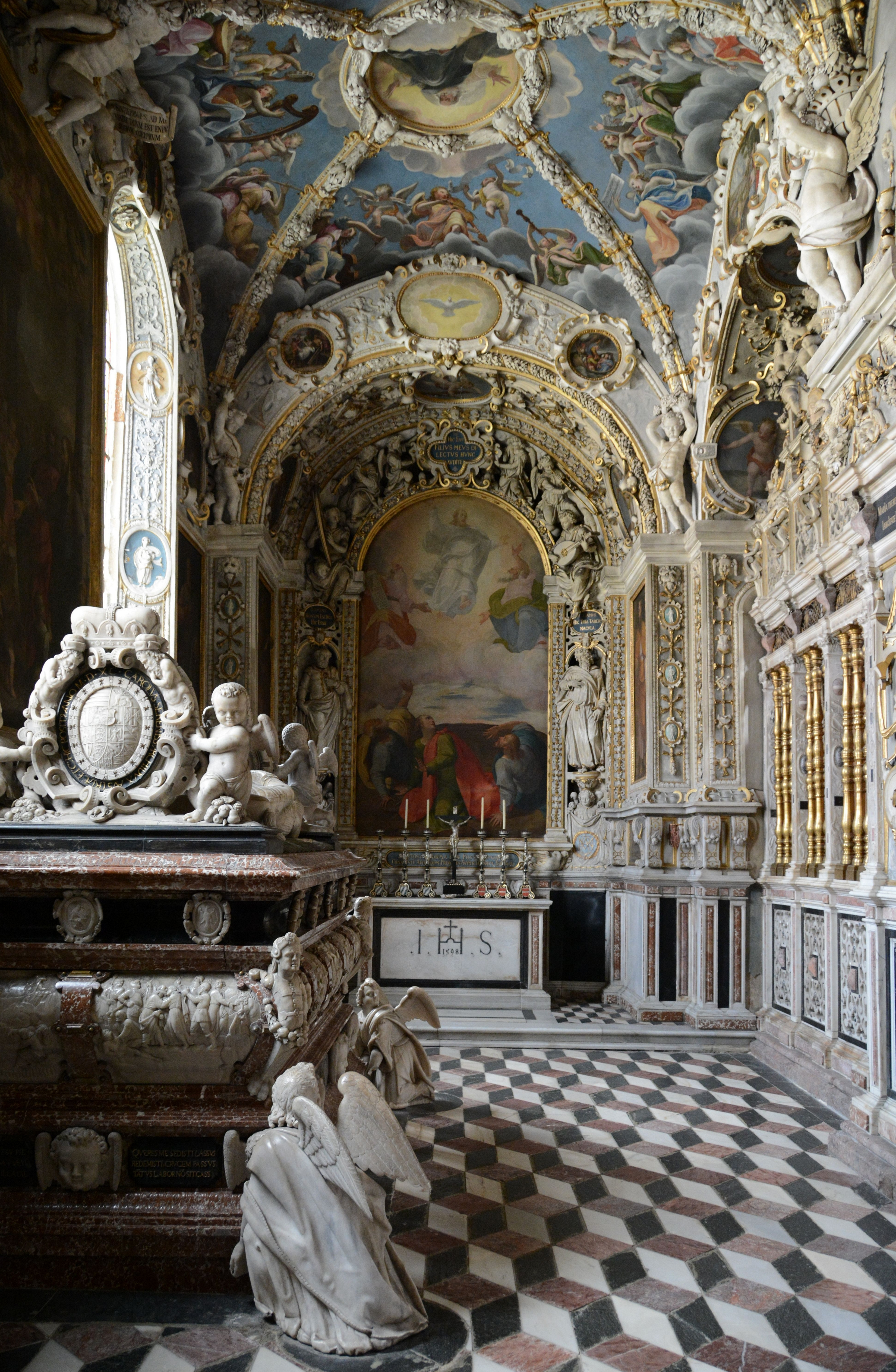
Innenraum des Habsburger Mausoleums, Blick zum Altar, links Kenotaph

Sebastian Carlone (* vor 1584 in Lanzo d’Intelvi; † nach 1612) war ein italienischer Baumeister, Bildhauer und Stuckateur, der in der Steiermark tätig war. In der Literatur wird sein Vorname auch als Sebastiano oder Bastian, irrtümlicherweise auch als Stefano und sein Nachname als Carlan, Carlo, Carlon, Carlono, Carolan oder Khorolan angegeben.

## Herkunft und Leben
Über das Leben von Sebastian Carlone ist nur wenig bekannt. Er entstammt der italienischen Künstlerfamilie Carlone und wurde in Scaria, dem heutigen Lanzo d’Intelvi geboren. Im Jahr 1584 kam er in die Steiermark und trat in den Hofdienst der Habsburger. Es ist bekannt, dass er den Winter 1599/1600 bei seiner Familie in Oberitalien verbrachte und nach seiner Rückkehr im Jahr 1600 vom Erzherzog Ferdinand II. eine goldene Ehrenkette verliehen bekam. Am 18. Juni 1600 wurde er zum Hofbildhauer ernannt. Nach 1612 kehrte in seine Heimat zurück.

## Werke
Zu Carlones Werken zählen:
- das Mausoleum für Erzherzog Karl II. in der Basilika Seckau gilt als sein Hauptwerk. Er arbeitete ab 1589 zunächst als Mitarbeiter von Alessandro de Verda. Nach der Abberufung von Verda am 28. August 1592 arbeitete Carlone bis 1611/12 mit seinem eigenen, völlig veränderten Konzept am Mausoleum. Von ihm stammt unter anderem der aus polychromem Marmor gefertigte Kenotaph mit Porträtfiguren des Herrscherpaares.[1]
- die Stuckarbeiten der Gewölbe in der Hofkapelle im dritten Stock des hofgassenseitigen Friedrichsbaus der Grazer Burg zwischen 1596 und 1599.[1]
- die Stuckausstattung der heute nicht mehr erhaltenen Hofkapelle der Neuen Burg in Judenburg zwischen 1600, 1601 und 1605. Er wurde dabei von Bildhauer Antonio Vasalio und zwei seiner Vettern unterstützt.[1]
- drei, heute nicht mehr erhaltene Springbrunnen in der „Einsiedelei“ im Grazer Hofgarten im Jahr 1603.[1]
- zwei Sandsteinwappenkartuschen an der Alten Universität in Graz, Bürgergasse 2 – Hofgasse 14, vermutlich 1609 als „Hofbildhauer“